# Magas (filho de Ptolemeu III Evérgeta)
Magas foi um filho de Ptolemeu III Evérgeta, assassinado por Sosíbio.
Magas era filho de Ptolemeu III Evérgeta e Berenice, filha de Magas de Cirene.
Ele foi o segundo em uma lista de cinco vítimas  de Sosíbio, um dos dois guardiões de Ptolemeu V Epifânio e um instrumento do mal que permaneceu muito tempo no poder, fazendo mal ao reino. As outras vítimas de Sosíbio foram: (1) Lisímaco, filho de Ptolemeu II Filadelfo e Arsínoe, filha de Lisímaco (2) Magas (3) Berenice, mãe de Ptolemeu IV Filopátor (4) Cleômenes III, rei de Esparta e (5) Arsínoe, filha de Berenice.